# Gallieniella
Gallieniella là một chi nhện trong họ Gallieniellidae.